# NGC 4190
NGC 4190 ist eine leuchtschwache, irreguläre Zwerggalaxie vom Hubble-Typ Im/P im Sternbild Jagdhunde am Nordsternhimmel. Sie ist schätzungsweise 11 Millionen Lichtjahre von der Milchstraße entfernt und hat einen Durchmesser von etwa 5.000 Lichtjahren.

Im selben Himmelsareal befinden sich u. a. die Galaxien NGC 4163 und NGC 4167.
Das Objekt wurde am 1. Mai 1785 von dem Astronomen Wilhelm Herschel mithilfe seines 18,7 Zoll-Spiegelteleskops entdeckt.